# Olle Holmquist
Bert Olav Holmquist (né le 15 novembre 1936 - mort le 26 mars 2020) est un tromboniste suédois actif sur la scène musicale européenne à partir des années 1960. 

## Biographie
Holmquist est né à Skellefteå. Musicien complètement autodidacte, il a commencé sa carrière dans un groupe des forces armées suédoises (I20). Il a d'abord commencé par jouer du tuba, puis est passé au trombone à valve, puis au trombone. En tant que musicien indépendant, il a réussi à décrocher une place au sein du big band de la Sveriges Radio en 1963, mais a continué à travailler en indépendant tout au long des années 1960. Pendant cette période, il a souvent travaillé avec Björn Ulvaeus et Benny Andersson, qui sont devenus plus tard des membres du groupe ABBA. Il a également travaillé régulièrement avec le musicien américain Quincy Jones. En 1971, Holmquist rejoint le big band de la Schweizer Radio und Fernsehen, et en 1976, il s'installe à Berlin en tant que membre du big band de la Rundfunk im amerikanischen Sektor (Radio In The American Sector). En 1978, il est devenu membre du James Last Orchestra, poste qu'il a occupé jusqu'en 2013. Au fil des ans, il a également tourné et enregistré avec de nombreux autres groupes, tels que Kai Warner, Freddy Quinn, Jerry Lewis, The Manhattan Transfer et Lill Lindfors. 
Holmquist est décédé le 26 mars 2020, après avoir souffert de la maladie à coronavirus 2019 et de la maladie d'Alzheimer.